# Batopilas
Batopilas är en ort i Mexiko.   Den ligger i kommunen Batopilas delstaten Chihuahua, i den nordvästra delen av landet, 1 200 km nordväst om huvudstaden Mexico City. Batopilas ligger 636 meter över havet och antalet invånare är 1 220.
Terrängen runt Batopilas är bergig norrut, men söderut är den kuperad. Batopilas ligger nere i en dal. Runt Batopilas är det mycket glesbefolkat, med 7 invånare per kvadratkilometer. Batopilas är det största samhället i trakten. I omgivningarna runt Batopilas växer huvudsakligen savannskog.